# Radio-Electronics

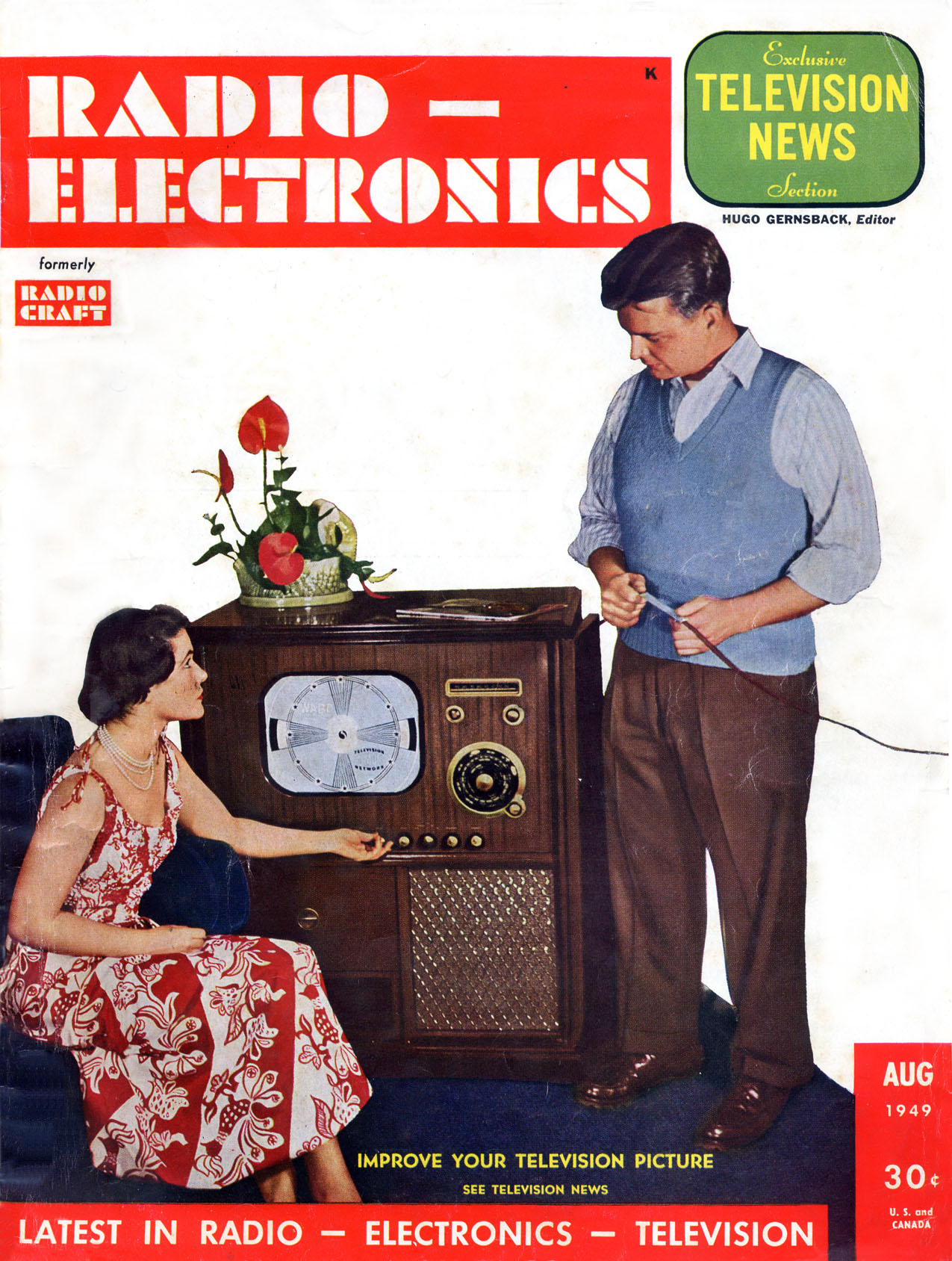
Portada de Radio-Electronics de agosto de 1949.

Radio-Electronics fue una revista de electrónica estadounidense que fue publicada bajo diversos títulos desde 1929 hasta 2003. Empezó con Hugo Gernsback como Radio-Craft en julio de 1929. 

## Historia
El título fue cambiado a Radio-Electronics en octubre de 1948 y cambió nuevamente a Electronics Now en julio de 1992. En enero del 2000 se fusionó con Gernsback Popular Electronics. Las publicaciones Gernsback cesaron sus operaciones en diciembre de 2002 y la edición de enero de 2003 fue la última. Con los años, Radio-Electronics presentó artículos de audio, radio, televisión y tecnología informática. Los artículos más notables fueron TV Typewriter (septiembre de 1973) y el ordenador Mark-8 (julio de 1974). Estas dos cuestiones son consideradas hitos de la revolución de la computadora en casa.